# Сахарная Головка (Магаданская область)
Сахарная Головка — упразднённый в 2004 году посёлок Ольского района Магаданской области России. Возник на побережье Охотского моря в начале 1930-х годов как рыболовная база.  Ныне урочище Нюкля.

## География
Расположен на берегу Тауйской губы Охотского моря, перед правым берегом дельтой реки Олы. С левой (восточной) стороны этой дельты находится райцентр — посёлок городского типа Ола.

## История
В 1940 году открыт новый промысел «Сахарная головка» Ольского промыслового хозяйства Управления рыбопромыслового хозяйства. Административно промысел входил в состав Ольского сельского Совета. В 1954 году рыбный промысел «Сахарная головка» был реорганизован в рыбозавод «Нюкля». Вокруг него образовывался посёлок с жилищным фондом и объектами социальной инфраструктуры. Завоз угля для котельной, завоз воды для населения (водопровода не было), обслуживание и ремонт жилья, клуба, магазина, медпункта, обеспечение автобусного сообщения велось на средства  Ольского рыбзавода. С его закрытием прекратился и посёлок.  
Упразднён официально в 2004 году Постановлением Магаданской областной думы N 771 от 13 февраля 2004 года, рассмотрев  Решение Ольской районной думы от 29 декабря 2003 года, когда
вместе с посёлками  Атарган и Новостройка того же района.

## Население
В 1995 году проживало официально 38 семей, на котельной трудилось 4 кочегара.

## Экономика
Рыболовство. Туризм.

## Достопримечательности, памятные места
Нюклинский пляж.
Часовня Андрея Первозванного на месте высадки экспедиции Билибина.
Памятный знак на месте высадки Первой Колымской геологической экспедиции

## Транспорт
Доступен по подъездной дороге с автодороги 44Н-2, а также водным транспортом.